# Religion en Tunisie
La religion en Tunisie se caractérise par la prédominance de l'islam qui est la religion principale et officielle de la Tunisie. En matière de religion, il n'existe pas de recensement ou enquête à jour ou couvrant tout le territoire national. On estime toutefois que la majorité des Tunisiens se considère comme musulmans,. Le judaïsme, le christianisme, le bahaïsme, l'agnosticisme et l'athéisme y sont donc vraisemblablement minoritaires.
La Tunisie a une réputation de tolérance et d'ouverture aux autres cultures qui ont fait l'identité du pays,. Cependant, après la chute du régime de Zine el-Abidine Ben Ali, des actes de violence envers les non-musulmans sont rapportés, notamment contre les juifs et contre l'église orthodoxe.

## Histoire

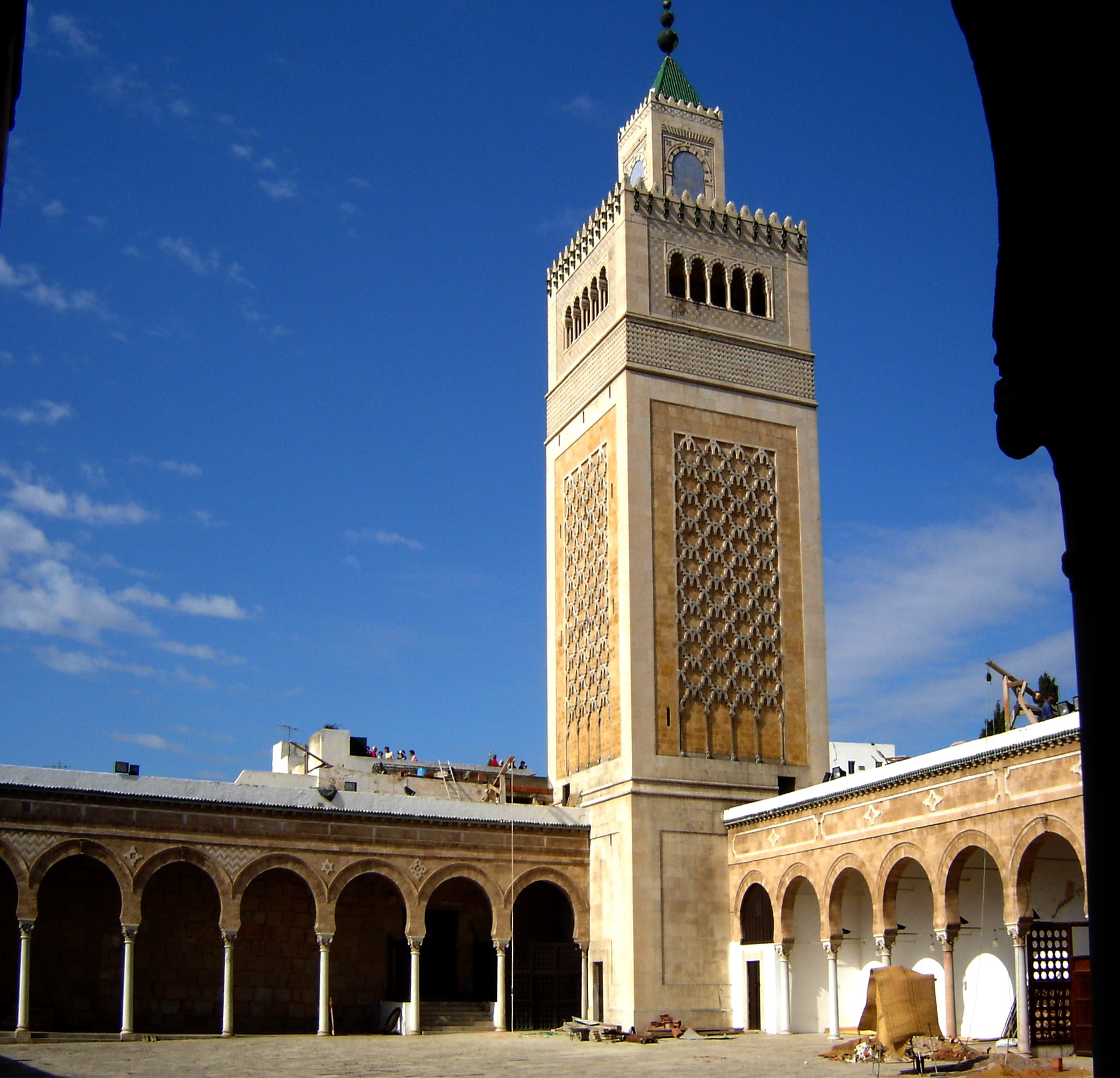
Minaret de la mosquée Zitouna.

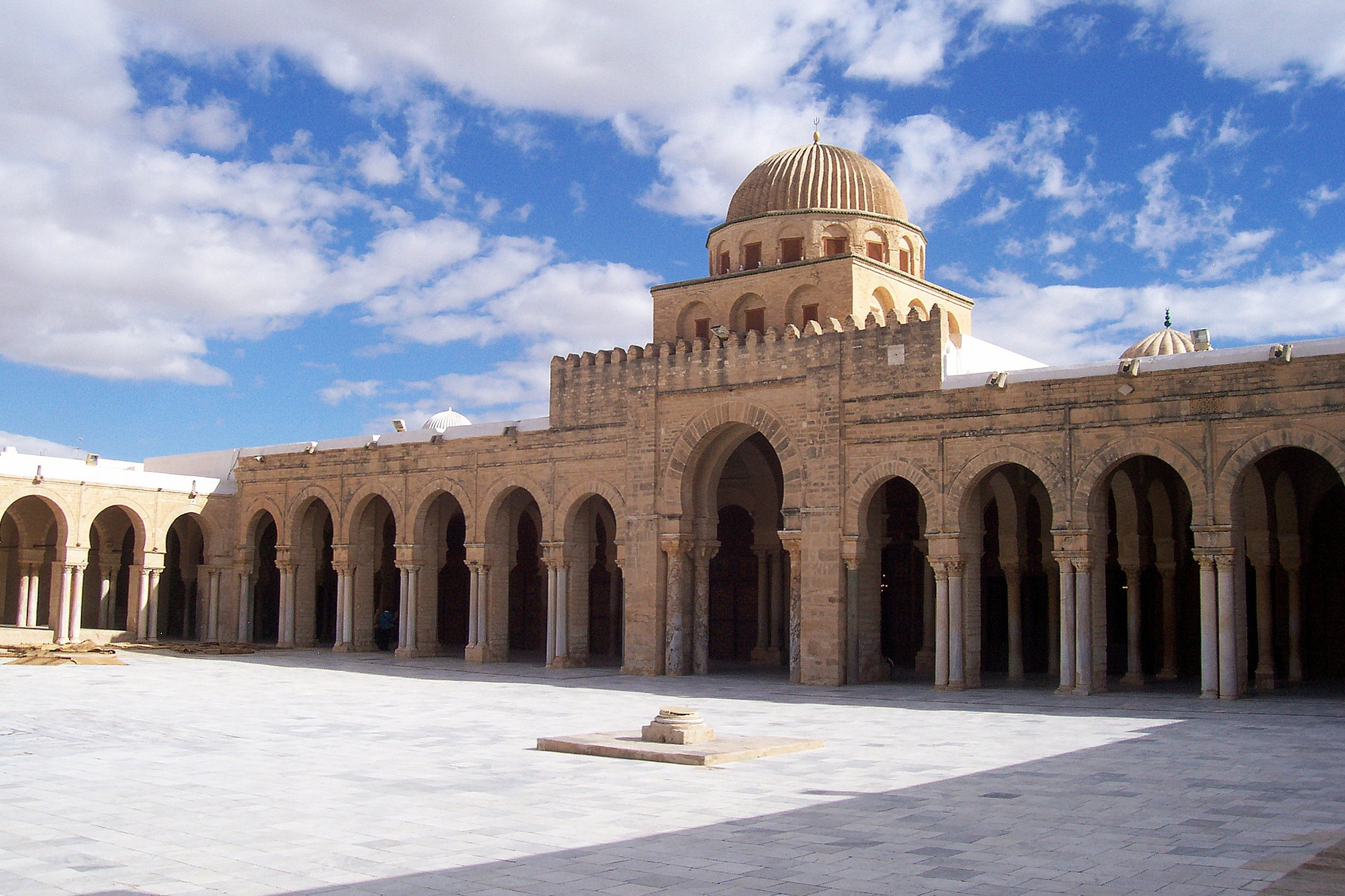
Grande mosquée de Kairouan, la plus ancienne mosquée de Tunisie (fondée en 670), est également le plus ancien et le plus prestigieux lieu de culte de l'Occident musulman.

La religion des Carthaginois est directement apparentée à celle des Phéniciens. Les dieux principaux sont Ba'al Hammon et Tanit-Astarté, déesse de la fécondité. Liée à la terre, elle emprunte aux religions du Moyen-Orient la plupart de ses mythes : opposition des deux saisons, fécondation de la terre, résurrection de la végétation, etc. L'aspect le plus caractéristique et polémique de la religion punique, c'est le rôle que jouent les sacrifices, plus particulièrement les sacrifices d'enfants mis en avant mais pour lesquels les historiens sont partagés en deux écoles, l'une considérant qu'ils ont existé et l'autre école considérant cet aspect comme lié à la propagande anti-punique des auteurs gréco-romains. Au tophet dont celui de Carthage auraient été enterrés seulement des enfants morts précocement et rendus à la divinité dans une cérémonie religieuse.
Le christianisme se développe de façon précoce en Afrique romaine. La présence de 71 évêques aux conciles de Carthage en 256 indiquerait l'implantation ancienne du christianisme dans cette région. L'Église africaine des premiers siècles a pris une part importante à la vie et au développement du christianisme occidental latin qui, selon l'historien Claude Lepelley, est né en Afrique du Nord. Dans cette région apparaît aussi le donatisme, une hérésie combattue par Saint Augustin.
Vers 429 arrivent les Vandales qui sont adeptes de l'arianisme, déclarée hérésie chrétienne au concile de Nicée, ce qui ne facilite pas les relations entre eux et les notables locaux majoritairement catholiques. Les rois Genséric et Hunéric persécutent les trinitaires ou nicéens qui s'opposent à leur pouvoir, en bannissent certains et, pour mettre fin à l'opposition systématique des évêques (sacerdotes), placent certains d'entre eux en résidence surveillée dans le Sud tunisien (Gafsa).
Les confréries sont apparues en Tunisie sous l'impulsion d'Abou Hassan al-Chadhili dont l'enseignement soufi à Tunis a de nombreux adeptes qui créent la confrérie de la Chadhiliyya. Le soufisme, considéré comme un facteur de cohésion sociale, s'étend à toutes les couches sociales et se voit donc protégé par les Hafsides.

## Religion et société

### Institutions
(février 2014).
La Constitution de 1959 prévoit l'exercice libre des religions tant qu'elles ne portent pas atteinte à l'ordre public. Le gouvernement respecte généralement ce droit et interdit l'établissement de partis politiques basés sur la religion.
L'article 5 de la Constitution de 2022 stipule que « la Tunisie fait partie du monde musulman et l'État seul doit œuvrer à la réalisation des objectifs de l'islam pur en préservant une vie honorable et la liberté religieuse ». La Constitution accorde des privilèges particuliers à l'islam. Elle garantit la liberté de croyance et de conscience, ainsi que la liberté de culte, mais ne fait aucune mention d'une religion d'État (en-dehors de la Syrie et du Liban, c'est un cas unique dans le monde arabe). Néanmoins, elle exige que le président soit musulman.
Il n'existe pas d'interdiction légale du prosélytisme et l'apostasie ne peut être sanctionné, mais la loi criminalise les conversions forcées.
Dans le même temps, le Ministère des Affaires religieuses contrôle et subventionne les mosquées et paie les salaires des imams. Le président nomme également le mufti de la République. La loi de 1988 sur les mosquées stipule quant à elle que seul le personnel désigné par le ministère peut mener des activités dans les mosquées et que ces dernières doivent rester fermées en dehors des heures de prière et des cérémonies religieuses telles que mariages et obsèques. De nouvelles mosquées peuvent être construites selon des règlements nationaux de planification urbaine mais, une fois achevées, elles deviennent la propriété du gouvernement.
Dans ce contexte, les rapports ambigus entre État, politique et religion sont anciens car l'ancien président Habib Bourguiba n'a pas voulu, lors de la rédaction de la Constitution promulguée en juin 1959, trancher la question du caractère de l'État. Ainsi, soucieux d'apparaître comme le défenseur de l'identité tunisienne et des préceptes de l'islam menacés par la colonisation française, il se prononce, dans les années 1930, en faveur du hidjab avant de l'interdire au lendemain de l'indépendance en se glissant dans les habits du mojtahed (interprète autorisé de la loi coranique). L'émission d'une circulaire ministérielle en juin 1981 ordonnant la fermeture des établissements de consommation pendant le mois du ramadan suivi d'une autre circulaire quatre mois plus tard interdisant le port du voile dans les établissements publics illustre le rapport complexe entre l'État tunisien et l'islam. L'ambivalence se perpétue après l'accession au pouvoir de Zine el-Abidine Ben Ali qui adopte une série de mesures symboliques destinées à réhabiliter la place de l'islam dans la société : appel à la prière à la télévision et à la radio tunisienne, réhabilitation de l'Université Zitouna marginalisée par Bourguiba, mise en place d'un Haut Conseil islamique destiné à façonner un islam officiel et création d'un prix présidentiel de récitation du Coran. Ponctuant fréquemment ses discours de sourates du Coran, Ben Ali se dit d'ailleurs l'apôtre d'un « islam modéré et éclairé » dialoguant avec les autres grandes religions.

### Pratique
À la suite de plusieurs plaintes écrites et téléphoniques de paralysie de la circulation et des activités commerciales, le ministère de l'Intérieur interdit en avril 2011 de prier dans les rues et les endroits publics.
En 2019, une enquête menée en collaboration avec le projet de recherche Arab Barometer (en) auprès de 25 000 personnes dans la région est publiée par la BBC Arabic. Elle suggère une baisse de la pratique religieuse en Tunisie : 30,9 % des Tunisiens se disent non religieux, un chiffre montant à 45,7 % chez les jeunes, ce qui fait de la Tunisie le pays le moins religieux du Maghreb.

### Enseignement
L'enseignement de la religion islamique est obligatoire dans les écoles publiques mais le programme d'études religieuses dans le secondaire inclut également l'histoire du judaïsme et du christianisme. L'Université Zitouna fait partie du système universitaire national. Le port du niqab (voile intégral) dans les établissements éducatifs est interdit car il n'est pas possible de savoir qui est présent derrière.

### Fêtes
Les fêtes religieuses musulmanes sont considérées comme des jours fériés (Aïd al-Adha, Aïd el-Fitr, etc.). En ce qui concerne la proclamation du début du jeûne du ramadan, un décret du 8 avril 1988 stipule que des comités régionaux, assistés de cadres religieux et de citoyens, soient chargés d'observer le croissant lunaire dans chaque chef-lieu de gouvernorat.
Le gouvernement reconnaît également la sainteté des fêtes religieuses des non-musulmans.

## Islam
On estime que la majorité de la population tunisienne se considère être de confession musulmane,. Parmi les musulmans, on estime que la majorité est sunnite de rite malikite mais on compte un nombre restreint d'ibadites dans quelques villages du sud de l'ile de Djerba et de musulmans soufis. Il n'existe cependant aucune donnée fiable sur le nombre de musulmans pratiquants ; une recherche menée par Tore Kjeilen en 1994 montre que 40 % de la population tunisienne sont des musulmans pratiquants, 50 % ne participent qu'aux fêtes importantes et 10 % ne sont pas pratiquants du tout.

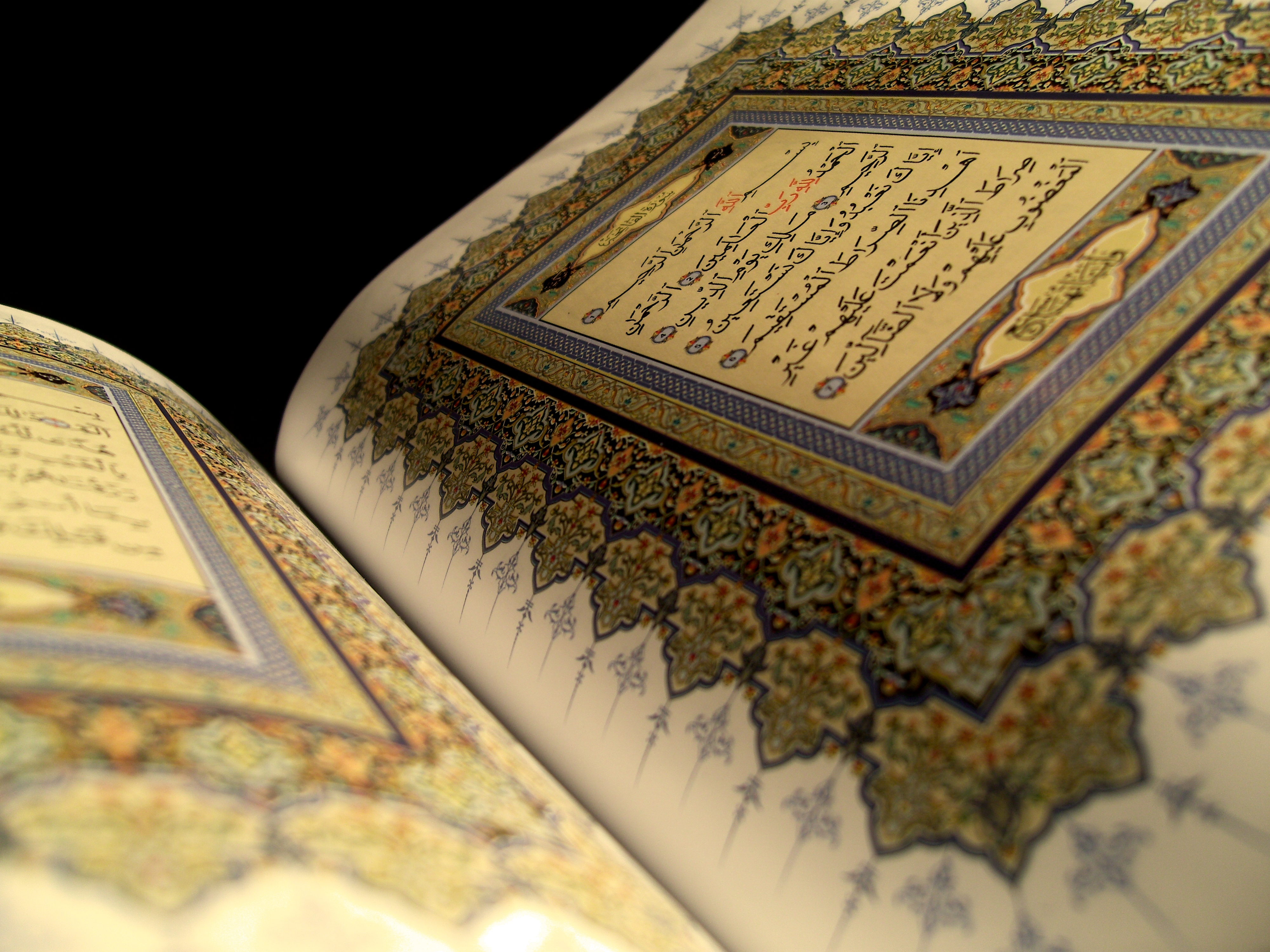
Coran (récit de Qalûn Ibn Nafi) répandu en Tunisie.

Bien que la communauté soufie soit restreinte, sa tradition mystique imprègne la pratique de l'islam dans tout le pays. Ainsi, pendant le ramadan, elle divertit le public en exécutant des danses religieuses.
À partir du début des années 2000, le hidjab fait une apparition particulièrement perceptible à Tunis et dans le sud du pays,. C'est pour éviter l'extension du phénomène que le gouvernement souhaite alors l'application stricte du décret de 1981 qui interdit le port du hidjab dans les établissements et les espaces publics. Entré en vigueur en 1985 sous la présidence de Habib Bourguiba, il suscite de vives réactions d'associations de défense des droits de l'homme. Par ailleurs, selon le quotidien libanais L'Orient-Le Jour et des témoins cités par l'AFP, « des femmes voilées sont souvent interpellées, devant parfois s'engager par écrit à ne plus porter le voile au risque de perdre leur emploi ou de devoir abandonner leurs études. Des témoins ont fait état d'interventions de policiers en civil, notamment à Sfax, enlevant des voiles à l'arraché en pleine rue ».

## Christianisme

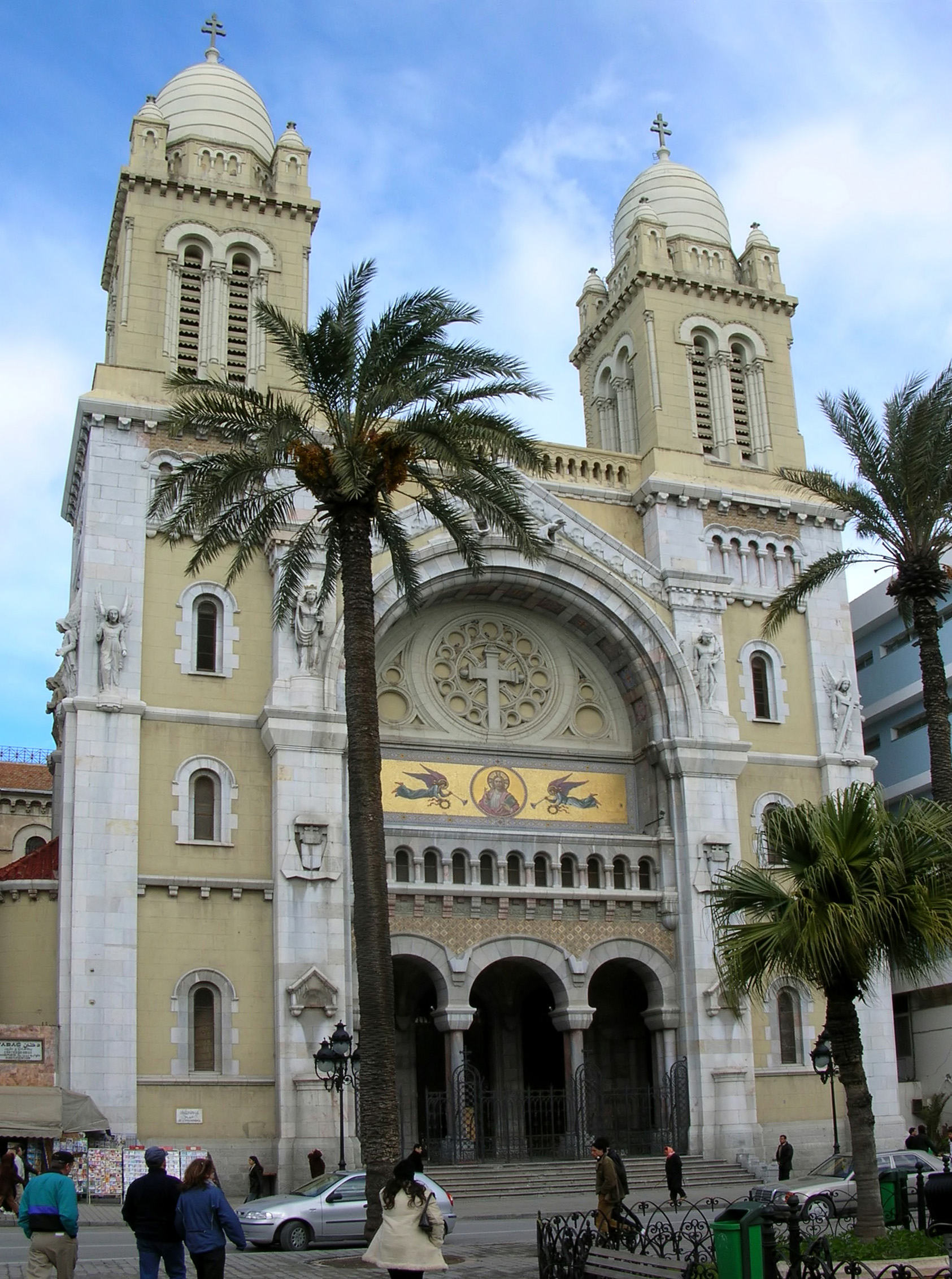
Cathédrale Saint-Vincent-de-Paul de Tunis.

Selon le World Factbook, les chrétiens en Tunisie étaient 92 453 en 1997, soit 1 % de la population tunisienne de l'époque. Pour 2010, le Département d'État des États-Unis les estime à 25 000 personnes. Pour 2004, l'archidiocèse de Tunis dénombre 20 000 catholiques. La minorité chrétienne, constituée principalement d'étrangers, possède un petit nombre d'écoles et d'églises. Le christianisme est ainsi la deuxième religion du pays. En 2013, quelque 35 000 personnes de 80 nationalités différentes constituent la communauté chrétienne.

## Judaïsme
Le judaïsme est la troisième religion du pays avec approximativement 1 500 membres. Un tiers des croyants vit dans la région de Tunis et descend majoritairement d'immigrants italiens et espagnols (XVIe siècle). Le reste vit sur l'île de Djerba où la communauté juive remonte à 2 600 ans.
Le gouvernement accorde aux juifs la liberté de culte et paie le salaire du grand-rabbin. Il subventionne partiellement la restauration et l'entretien de quelques synagogues. Il autorise également la communauté juive à gérer des écoles religieuses privées et permet aux enfants juifs de l'île de Djerba de partager leur journée d'étude entre les écoles publiques séculaires et les écoles religieuses privées.
Le gouvernement encourage les juifs à venir en Tunisie pour le pèlerinage annuel à la synagogue de la Ghriba (Djerba) et subventionne partiellement la communauté juive. Le film Un été à La Goulette témoigne de l'esprit pluricommunautaire qui prévaut entre les musulmans et les juifs tunisiens avant la guerre des Six Jours.

## Autres croyances

### Bahaïsme
Le bahaïsme apparaît en Tunisie aux environs de 1910, lorsque le premier baha'i arrive dans le pays, possiblement en provenance d'Égypte,.
Un recensement en 1963 compte une assemblée à Tunis, des groupes d'un à neuf adultes dans 18 localités ainsi que six autres localités où des baha'is vivent isolés.
Traditionnellement, le gouvernement voit le bahaïsme comme une secte hérétique de l'islam et permet à ses adhérents de pratiquer leur foi uniquement en privé. Ainsi, il a permis aux baha'is de tenir des réunions de leur conseil national dans des maisons privées ainsi que d'élire trois assemblées spirituelles locales dès 2004.
Des estimations publiées par le Département d'État des États-Unis en 2001 recensent quelque 150 baha'is alors que la World Christian Encyclopedia estime leur nombre à 1 450 en 1990. Toutefois, l'Association des archives de données religieuses et diverses autres sources mentionnent plus de {{unité]1000|baha'is}} dans le pays,,. Un baha'i cité par un média estime leur nombre à plus d'un millier.

### Athéisme et agnosticisme
Selon un sondage publié par WIN/Gallup International en 2012, sur un échantillon de 503 Tunisiens interrogés en face-à-face, aucun ne se dit athée convaincu. Il est difficile de mesurer avec exactitude le nombre d'athées car le sujet reste un grand tabou en Tunisie, et les athées ont du mal à se déclarer publiquement comme tel. La plupart d'entre eux étant issus de parents musulmans, ils préfèrent souvent se déclarer eux aussi de confession musulmane, sans être pour autant croyants ni pratiquants.
Dans son film Laïcité, Inch'Allah !, d'abord intitulé Ni Allah ni maître, Nadia El Fani, réalisatrice franco-tunisienne ouvertement athée, déclare se sentir aliénée par l'article 1er de la Constitution selon lequel la Tunisie a pour religion l'islam[réf. souhaitée]. Ce dernier l'empêcherait, comme beaucoup d'autres Tunisiens, de vivre son athéisme sans aucune contrainte. De nombreux détracteurs ont perçu ce film comme islamophobe et provocant et, le 26 juin 2011, plusieurs dizaines de manifestants violents investissent le cinéma tunisien dans lequel le film est projeté.
Des actes antireligieux sont rapportés après l'arrivée du parti Ennahdha au pouvoir (profanation du Coran à Ben Gardane ou caricatures du prophète Mahomet sur Facebook). De lourdes peines sont prononcées à l'encontre des responsables de ces actes : Ramzi Abcha, le profanateur du Coran, est condamné à quatre ans de prison, Jabeur Mejri et Ghazi Béji sont condamnés à sept ans de prison dans l'affaire des athées de Mahdia. Béji parvient à s'enfuir vers l'Europe où il obtient le statut de réfugié politique.